# Georg Flohr
Georg Gottfried Joachim Flohr (* 5. September 1802 in Schaprode; † 3. Juni 1861 in Lübeck) war ein deutscher Musiker und Komponist.

## Leben
Über Flohrs Ausbildung ist nichts bekannt. Im Dezember 1832 erhielt er als Musicus erster Classe das Lübecker Bürgerrecht. 1846 wurde er vom Lübecker Rat zum Stadtmusiker ernannt. Er komponierte verschiedene Tanzmusik-Werke für Klavier, die in Lübeck vor allem bei Friedrich Wilhelm Kaibel erschienen.

## Werke
- Union Schottisch [für Klavier]. [Lübeck]: Kaibel, o. J. (Digitalisat), Stadtbibliothek Lübeck
- Fünf Tänze: für das Pianoforte. Lübeck: Müller, o. J. (Digitalisat), Stadtbibliothek Lübeck
- Die Ausfahrt: Galoppade für's Pianoforte. Komponiert und den Lübecker Tänzern gewidmet von Georg Flohr. Lübeck: Kaibel, o.J (Digitalisat), Stadtbibliothek Lübeck
- Sechs Tänze für Pianoforte. Lübeck 1847 (Digitalisat), Stadtbibliothek Lübeck